# Adelges atratus
Adelges atratus är en insektsart som först beskrevs av Buckton 1883.  Adelges atratus ingår i släktet Adelges och familjen barrlöss. Inga underarter finns listade i Catalogue of Life.